# حارة الصيادين (مسلسل)
حارة الصيادين مسلسل تلفزيوني سوري، تأليف أديب قدورة وإخراج سليم صبري. بطولة سلوى سعيد، طلعت حمدي، هاني الروماني، محمد صالحية، صلاح قصاص، نادين خوري وآخرون. بُث أول مرة عام 1979م.

## الممثلون
- سلوى سعيد
- طلعت حمدي
- هاني الروماني
- محمد صالحيه
- صلاح قصاص
- نادين خوري
- صبحي سليمان
- محمد الطيب
- عبد السلام الطيب
- قمر مرتضى
- تيسير السعدي
- ياسر أبو الجبين
- عصام سليمان
- أسعد عيد